# Władysław Leśniewski
Władysław Leśniewski (pseud. Izydor Oracz, ur. 1855 w guberni grodzieńskiej, zm. 2 maja 1893 w Krakowie) – polski literat, dziennikarz, dyrektor teatru w Łodzi w sezonie 1882/1883.

## Życiorys
Prawdopodobnie pochodził z rodziny ziemiańskiej. Pracował jako literat i dziennikarz w Warszawie, współpracując m.in. z tygodnikiem „Prawda”. W sezonie 1882/1883 kierował teatrem łódzkim wspólnie z Władysławem Antonim Górskim, a także wspierał go w zarządzaniu warszawskimi teatrami ogródkowymi „Alhambra” i „Nowy Świat”. 

## „Król reporterów”
Władysław Leśniewski był autorem utworu dramatycznego o charakterze operetki pt. Król reporterów : operetka w 5 obrazach. Muzykę do tekstu skomponował Adolf Sonnenfeld. W 1881 r. utwór został sześciokrotnie wystawiony na scenie warszawskiego teatru ogródkowego „Alhambra”. W głównej roli (Kleofasa Przepałkowskiego) wystąpił Jan Szymborski. Utwór ukazuje w prześmiewczym świetle środowisko dziennikarzy warszawskich, co było przyczyną licznych trudności autora podczas starań o jego przedstawienie w teatrze. Utwór ukazał się drukiem w Warszawie 1881 r. pod pseudonimem Izydor Oracz.